# Dampier Peninsula
Die Dampier Peninsula ist eine Halbinsel, die in der westaustralischen Region Kimberley nördlich von Broome und der Roebuck Bay liegt, sie ist vom Indischen Ozean im Westen und Norden und vom King Sound im Osten umgeben. Den nördlichsten Teil der Halbinsel bildet das Cape Leveque. Die Halbinsel gehört verwaltungsmäßig zum größten Teil zur Broome Shire, nur ein kleiner Teil im Südosten liegt in der Derby-West Kimberley Shire.

## Aborigines
Die Dampier-Halbinsel ist das Heim einer reichhaltigen Kultur der Aborigines, die die Stämme der Aborigines, wie die der Bardi, Beagle Bay, Bobeiding, Djarindjin und der Ngardalargin und weiterer kleiner Aborigines-Stämme umfasst. Auf der Halbinsel gab es historische Camps der frühen australischen Perlenfischer, ferner existieren heute Touristenorte und es gibt Außenstationen der Aborigines.

## Ökologie
Zahlreiche kleine Bäume und Sträucher charakterisieren die Landschaft und viele Tiere leben auf der Halbinsel und in der See, die die Halbinsel umgibt, die Landschaft ist durch eine aride Buschlandschaft geprägt.

## Erreichbarkeit und Tourismus
Die Halbinsel wird von Süden nach Norden von der Cape Leveque Road durchschnitten. Diese Straße von Broome zur Beagle Bay ist allgemein in schlechten Zustand und wird häufig in der Regenzeit geschlossen. Grundsätzlich sind zum Befahren allradangetriebene Fahrzeug erforderlich. Die Straße von der Beagle Bay zu den nördlichen Städten ist asphaltiert. Es gibt auch eine Reihe von Bussen, die die Halbinsel anfahren.
Die Straße (Broome-Cape Leveque Road) ist ab Broome bis zum Cape Leveque in sehr gutem Zustand, doppelspurig, vollständig asphaltiert und teilweise neu ausgebaut/verbreitert. Befahren ohne Probleme für alle Fahrzeugtypen möglich.
In Cape Leveque, Bardi, Djarindjin (Lombadina), Beagle Bay sowie in einigen kleinen Siedlungen und Perlenfarmen gibt es Landepisten für Flugzeuge.
Unterkünfte für Touristen befinden sich in Kooljamon auf Cape Leveque, in Middle Lagoon und an weiteren Orten.
Touristen können schwimmen, schnorcheln und fischen oder sich an den weißen Sandstränden ausruhen. An diesen Küsten wurden früher Logger aus Mangrovenholz gebaut, um von den Schiffen aus nach Südseeperlen zu tauchen. Von historischer Bedeutung ist die Sacred Heart Church, die aus Muschelschalen aufgebaut wurde.